# Ваздух
Ваздух је механичка смеша гасова која обавија планету Земљу и ствара њену атмосферу.

## Хемијски састав
- азота има 78%,
- кисеоника 21%,
- аргона 0,93%,
- угљен-диоксида 0.034% и у врло малим количинама криптона, ксенона, хелијума, неона и других.

У променљивим количинама у ваздуху може бити водене паре, озона, угљен-диоксида, радона и других. Састав ваздуха варира на различитим висинама. При већој висини смањује се садржај кисеоника, а повећава се садржај водоника. такође, ваздух је значајан за живи свет и бића у њему. организам живог света удише кисеоник који се налази у ваздуху, а у ваздух враћају угљен диоксид.

## Физичке карактеристике
Физичке карактеристике ваздуха су:
- густина,
- притисак,
- влажност,
- температура и
- струјања.

## Ваздух у земљишту
Ваздух се налази и у шупљинама, каналима и порама у земљишту, у којима се налази и вода. Оптимални услови за развој биљака се успостављају када је однос воде и ваздуха 50:50% у зони ризосфере.
Земљиште које је стално натопљено водом садржи мању количину ваздуха при чему се стварају анаеробни услови (мочваре, плаве површине, забарене ливаде, тресаве).

## Загађење ваздуха
До загађења ваздуха долази приликом сагоријевања фосилних горива. Угаљ, нафта и плин садрже сумпор, од кога сагоријевањем настају оксиди сумпора. Због високе температуре у моторима аутомобила, од азота и кисеоника настају оксиди азота. Оксиди сумпора и азота су загађивачи ваздуха јер надражују слузокожу. Угљеник (IV)-оксид и честице прашине такође загађују ваздух.
У супстанце које загађују ваздух сврставају се најпре оне које се у незагађеном ваздуху не налазе. У загађујуће супстанце сврставају се и сва она хемијска једињења која природно постоје у ваздуху ако је њихова концентрација већа од оне која одговара незагађеном ваздуху. Веома је мало хемијских једињења који нису загађивачи.